# Cariogàmia
La cariogàmia és una fase de la fecundació (o singàmia) en la qual hi ha la fusió dels nuclis genitors. En general, i en els animals superiors, es tracta dels nuclis haploides de l'espermatozou i de l'òvul al qual segueix la formació del nucli diploide del zigot.
La cariogàmia està precedida per la plasmogàmia. A la major part dels organismes superiora la plasmogàmia i la cariogàmia es verifiquen en successió abans que el dicarió (dikaryon) es multipliqui, per això la gàmia s'identifica en un moment únic que de la fase haploide porta a la diploide.
En la major part dels fongs, plasmogàmia i cariogàmia són moments separats d'una dicariofase, en el curs de la qual es multiplica el dikaryon.